# Christine Beckers
Christine Beckers (Bruxelles, 4 dicembre 1943) è un'ex pilota automobilistica e pilota di rally belga.
Ha partecipato a quattro edizioni della 24 Ore di Le Mans (1973, 1974, 1976 e 1977).

## Carriera

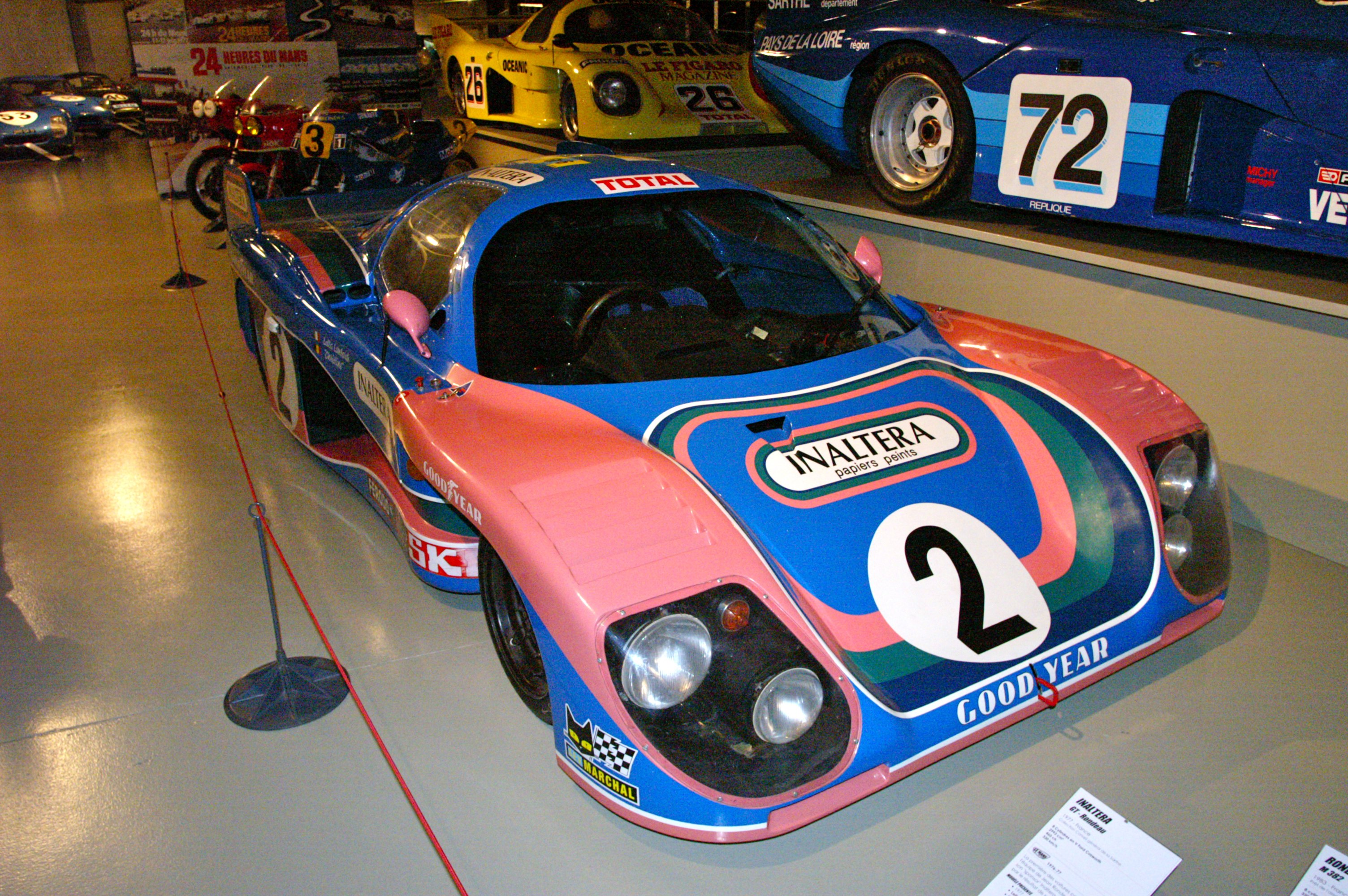
Inaltera LM usata dalla Beckers alla Le Mans 1976

Ottenne la vittoria nella classe 2 litri alla 24 Ore di Le Mans nel 1974, insieme a Yvette Fontaine, a bordo di una Chevron B23. Vinse per sei volte il campionato belga turismo negli anni 1967, 1968, 1969, 1970, 1972 e 1974. Ottenne anche un secondo posto al Giro automobilistico d'Italia nel 1974, insieme a Giorgio Pianta, su Fiat Abarth SE 030.

## Risultati nel mondiale rally

### ICM
- 1971 - Alfa Romeo Giulia Sprint GTA 1600 - Ritirata al Rally di Monte Carlo

### WRC
| 1977 | Scuderia | Vettura       |  |  |  |  |  |  |  |  |  |     |  |  |  |  |  |  | Punti | Pos. |
| ---- | -------- | ------------- |  |  |  |  |  |  |  |  |  | --- |  |  |  |  |  |  | ----- | ---- |
| 1977 |          | Toyota Celica |  |  |  |  |  |  |  |  |  | Rit |  |  |  |  |  |  |       |      |

| Legenda | 1º posto | 2º posto | 3º posto | A punti | Senza punti | Ritirato | Squalificato | NP=Non partito C=Gara cancellata | Apice=Power stage |